# سالار خاکستری
سالار خاکستری (نام علمی: Tanaecia lepidea) نام یک گونه از سرده سالارها است.